# 2020년 하계 올림픽 배드민턴
제32회 하계 올림픽 배드민턴 경기는 2021년 7월 24일부터 8월 2일까지 일본 도쿄 무사시노모리 종합 스포츠 플라자에서 열린다. 총 172명이 참가하며 남자 단식, 남자 복식, 여자 단식, 여자 복식, 혼성 복식의 다섯 개 종목으로 나뉘어 치러진다.

## 예선
이번 대회의 출전 예선기간은 원래 2019년 4월 29일부터 2020년 4월 26일까지로 잡혀 있었고, 2020년 4월 30일 기준 배드민턴 세계 연맹 랭킹순위에 따라 출전여부가 결정될 예정이었다. 하지만 대회가 1년 뒤로 미뤄지면서 예선기간이 늘어나 2021년 6월 6일까지로 연장되었으며 랭킹순위 기준일도 2021년 6월 15일로 정정됐다.
남자 단식과 여자 단식 종목에서는 세계랭킹 16위권까지 진출하며, 한 국가당 최대 두 선수까지만 출전시킬 수 있다. 만약에 제한규정에 걸려 자리가 남는다면 순위를 갱신해 38명 명단이 모두 채워질 때까지 배정을 지속한다. 복식 종목의 출전권 부여기준도 단식과 비슷한데, 세계랭킹 8위권까지 따져서 한 국가당 2팀씩까지만 출전시키며, 자리가 남으면 채워질 때까지 순위를 재배열한다. 이밖에도 5대륙마다 한 국가씩은 무조건 참가할 수 있도록 하고, 개최국 일본은 개인종목마다 한명씩 출전할 수 있으며, 특정 선수가 여러 종목에 출전한다면 출전권을 별도로 배정해주는 추가 규정이 존재한다.

## 경기 일정
아래는 대회 일정표이다. '전'은 오전 시간대, '후'는 오후 시간대, '저'는 저녁 시간대를 의미한다.
| 예 | 예선 | 16 | 16강 | 8 | 8강 | 준 | 준결승 | 결 | 결승 |

| 날짜      | 7월 24일 | 7월 24일 | 7월 25일 | 7월 25일 | 7월 26일 | 7월 26일 | 7월 27일 | 7월 27일 | 7월 28일 | 7월 28일 | 7월 29일 | 7월 29일 | 7월 30일 | 7월 30일 | 7월 31일 | 7월 31일 | 8월 1일 | 8월 1일 | 8월 2일 | 8월 2일 |
| 종목      | 전       | 후       | 전       | 후       | 전       | 후       | 전       | 후       | 전       | 후       | 전       | 후       | 전       | 저       | 전       | 후       | 후      | 저      | 후      | 저      |
| --------- | -------- | -------- | -------- | -------- | -------- | -------- | -------- | -------- | -------- | -------- | -------- | -------- | -------- | -------- | -------- | -------- | ------- | ------- | ------- | ------- |
| 남자 단식 | 예       | 예       | 예       | 예       | 예       | 예       | 예       | 예       |          | 예       |          | 16       |          |          | 8        |          | 준      |         |         | 결      |
| 남자 복식 | 예       | 예       | 예       | 예       | 예       | 예       | 예       | 예       |          |          | 8        |          |          | 준       |          | 결       |         |         |         |         |
| 여자 단식 | 예       | 예       | 예       | 예       | 예       | 예       | 예       | 예       | 예       |          | 16       |          | 8        | 8        |          | 준       |         | 결      |         |         |
| 여자 복식 | 예       | 예       | 예       | 예       | 예       | 예       | 예       | 예       |          |          |          | 8        |          |          | 준       |          |         |         | 결      |         |
| 혼성 복식 | 예       | 예       | 예       | 예       | 예       | 예       |          |          | 8        |          | 준       |          | 결       | 결       |          |          |         |         |         |         |

## 참가

### 참가국
- 오스트레일리아 (4)
- 오스트리아 (1)
- 아제르바이잔 (1)
- 벨기에 (1)
- 브라질 (2)
- 불가리아 (3)
- 캐나다 (8)
- 중화인민공화국 (14)
- 덴마크 (9)
- 이집트 (3)
- 에스토니아 (2)
- 핀란드 (2)
- 프랑스 (4)
- 독일 (5)
- 영국 (6)
- 과테말라 (1)
- 홍콩 (4)
- 헝가리 (2)
- 인도 (4)
- 인도네시아 (11)
- 아일랜드 (1)
- 이스라엘 (2)
- 일본 (13) (개최국)
- 말레이시아 (8)
- 몰디브 (1)
- 몰타 (1)
- 모리셔스 (1)
- 멕시코 (2)
- 미얀마 (1)
- 네덜란드 (6)
- 뉴질랜드 (1)
- 나이지리아 (3)
- 파키스탄 (1)
- 페루 (1)
- 난민 (1)
- 러시아 올림픽 위원회 (4)
- 싱가포르 (2)
- 슬로바키아 (1)
- 대한민국 (10)
- 스페인 (1)
- 스리랑카 (1)
- 수리남 (1)
- 스웨덴 (1)
- 스위스 (1)
- 중화 타이베이 (5)
- 태국 (7)
- 튀르키예 (2)
- 우크라이나 (2)
- 미국 (2)
- 베트남 (2)

## 메달리스트

### 남자
| 종목 | 금                                  | 은                                       | 동                                    |
| ---- | ----------------------------------- | ---------------------------------------- | ------------------------------------- |
| 단식 | 빅토르 악셀센 · 덴마크              | 천룽 · 중화인민공화국                    | 안토니 시니수카 긴팅 · 인도네시아     |
| 복식 | 중화 타이베이 (TPE) · 리양 · 왕치린 | 중화인민공화국 (CHN) · 리쥔후이 · 류위천 | 말레이시아 (MAS) · 에런 치아 · 소위익 |

### 여자
| 종목 | 금                                                     | 은                                     | 동                               |
| ---- | ------------------------------------------------------ | -------------------------------------- | -------------------------------- |
| 단식 | 천위페이 · 중화인민공화국                              | 다이쯔잉 · 중화 타이베이               | 푸사를라 벵카타 신두 · 인도      |
| 복식 | 인도네시아 (INA) · 그레이시아 폴리 · 아프리야니 라하유 | 중화인민공화국 (CHN) · 천칭천 · 자이판 | 대한민국 (KOR) · 김소영 · 공희용 |

### 혼성
| 종목 | 금                                     | 은                                       | 동                                           |
| ---- | -------------------------------------- | ---------------------------------------- | -------------------------------------------- |
| 복식 | 중화인민공화국 (CHN) · 왕이뤼 · 황둥핑 | 중화인민공화국 (CHN) · 정쓰웨이 · 황야충 | 일본 (JPN) · 와타나베 유타 · 히가시노 아리사 |

## 같이 보기
- 2018년 아시안 게임 배드민턴
- 2018년 하계 청소년 올림픽 배드민턴
- 올림픽 배드민턴